# Кайла Міракл
Кайла Міракл (26 квітня 1996 , Блумінгтон, Індіана ) — американська борчиня вільного стилю, дворазова срібна призерка чемпіонатів світу, учасниця двох Олімпійських ігор.

## Спортивні результати на міжнародних змаганнях

### Виступи на Олімпіадах
| Змагання                    | Збірна | Вагова категорія          | Місце |
| --------------------------- | ------ | ------------------------- | ----- |
| Літні Олімпійські ігри 2020 | США    | жіноча боротьба, до 62 кг | 12    |
| Літні Олімпійські ігри 2024 | США    | жіноча боротьба, до 62 кг | 7     |

### Виступи на Чемпіонатах світу
| Змагання                        | Збірна | Вагова категорія          | Місце  |
| ------------------------------- | ------ | ------------------------- | ------ |
| Чемпіонат світу з боротьби 2019 | США    | жіноча боротьба, до 62 кг | 8      |
| Чемпіонат світу з боротьби 2021 | США    | жіноча боротьба, до 62 кг | Срібло |
| Чемпіонат світу з боротьби 2022 | США    | жіноча боротьба, до 62 кг | Срібло |
| Чемпіонат світу з боротьби 2023 | США    | жіноча боротьба, до 62 кг | 14     |

### Виступи на Панамериканських чемпіонатах
| Змагання                                   | Збірна | Вагова категорія          | Місце  |
| ------------------------------------------ | ------ | ------------------------- | ------ |
| Панамериканський чемпіонат з боротьби 2014 | США    | жіноча боротьба, до 58 кг | 7      |
| Панамериканський чемпіонат з боротьби 2017 | США    | жіноча боротьба, до 58 кг | Бронза |
| Панамериканський чемпіонат з боротьби 2018 | США    | жіноча боротьба, до 62 кг | Бронза |
| Панамериканський чемпіонат з боротьби 2021 | США    | жіноча боротьба, до 62 кг | Золото |
| Панамериканський чемпіонат з боротьби 2022 | США    | жіноча боротьба, до 62 кг | Срібло |
| Панамериканський чемпіонат з боротьби 2023 | США    | жіноча боротьба, до 62 кг | Бронза |
| Панамериканський чемпіонат з боротьби 2024 | США    | жіноча боротьба, до 62 кг | Золото |

### Виступи на Панамериканських іграх
| Змагання                  | Збірна | Вагова категорія          | Місце  |
| ------------------------- | ------ | ------------------------- | ------ |
| Панамериканські ігри 2019 | США    | жіноча боротьба, до 62 кг | Золото |
| Панамериканські ігри 2023 | США    | жіноча боротьба, до 62 кг | Бронза |

### Виступи на Кубках світу
| Змагання                    | Збірна | Вагова категорія | Місце |
| --------------------------- | ------ | ---------------- | ----- |
| Кубок світу з боротьби 2017 | США    | команда          | 4     |
| Кубок світу з боротьби 2018 | США    | команда          | 4     |
| Кубок світу з боротьби 2022 | США    | команда          | 4     |

### Виступи на інших змаганнях
| Змагання                                                        | Збірна | Вагова категорія          | Місце  |
| --------------------------------------------------------------- | ------ | ------------------------- | ------ |
| Klippan Lady Open 2014                                          | США    | жіноча боротьба, до 58 кг | 5      |
| Міжнародний меморіал Білла Фаррелла 2014                        | США    | жіноча боротьба, до 55 кг | Золото |
| Міжнародний меморіал Дейва Шульца 2015                          | США    | жіноча боротьба, до 58 кг | 4      |
| Гран-прі Іспанії з боротьби 2015                                | США    | жіноча боротьба, до 58 кг | 7      |
| Міжнародний меморіал Білла Фаррелла 2015                        | США    | жіноча боротьба, до 58 кг | Бронза |
| Міжнародний меморіал Дейва Шульца 2016                          | США    | жіноча боротьба, до 58 кг | Золото |
| Олімпійські випробування США 2016                               | США    | жіноча боротьба, до 58 кг | 4      |
| Гран-прі Іспанії з боротьби 2016                                | США    | жіноча боротьба, до 58 кг | 5      |
| Міжнародний меморіал Дейва Шульца 2017                          | США    | жіноча боротьба, до 58 кг | Срібло |
| Гран-прі Іспанії з боротьби 2017                                | США    | жіноча боротьба, до 58 кг | Бронза |
| Beat the Streets 2017                                           | США    | жіноча боротьба, до 57 кг | Золото |
| Міжнародний меморіал Дейва Шульца 2017                          | США    | жіноча боротьба, до 62 кг | Золото |
| Klippan Lady Open 2018                                          | США    | жіноча боротьба, до 62 кг | Золото |
| Гран-прі Іспанії з боротьби 2018                                | США    | жіноча боротьба, до 62 кг | Золото |
| Турнір Дана Колова — Николи Петрова 2019                        | США    | жіноча боротьба, до 62 кг | 10     |
| Меморіал Маттео Пелліконе 2020                                  | США    | жіноча боротьба, до 62 кг | 5      |
| Олімпійський кваліфікаційний турнір з боротьби 2020 (Оттава)    | США    | жіноча боротьба, до 62 кг | Срібло |
| Гран-прі Франції Анрі Деглана 2021                              | США    | жіноча боротьба, до 62 кг | Золото |
| Відкритий чемпіонат Загреба з боротьби 2023                     | США    | жіноча боротьба, до 62 кг | Бронза |
| Турнір Ібрагіма Мустафи 2023                                    | США    | жіноча боротьба, до 62 кг | 5      |
| Меморіал Імре Поляка та Яноша Варги 2023                        | США    | жіноча боротьба, до 62 кг | 11     |
| Відкритий чемпіонат Загреба з боротьби 2024                     | США    | жіноча боротьба, до 62 кг | Срібло |
| Олімпійський кваліфікаційний турнір з боротьби 2024 (Акапулько) | США    | жіноча боротьба, до 62 кг | Золото |
| Меморіал Імре Поляка та Яноша Варги 2024                        | США    | жіноча боротьба, до 62 кг | 9      |

### Виступи на змаганнях молодших вікових груп
| Змагання                                                 | Збірна | Вагова категорія          | Місце  |
| -------------------------------------------------------- | ------ | ------------------------- | ------ |
| Чемпіонат світу з боротьби серед кадетів 2011            | США    | жіноча боротьба, до 49 кг | 8      |
| Чемпіонат світу з боротьби серед кадетів 2012            | США    | жіноча боротьба, до 56 кг | Срібло |
| Панамериканський чемпіонат з боротьби серед юніорів 2013 | США    | жіноча боротьба, до 59 кг | Золото |
| Панамериканський чемпіонат з боротьби серед кадетів 2013 | США    | жіноча боротьба, до 56 кг | Золото |
| Чемпіонат світу з боротьби серед юніорів 2014            | США    | жіноча боротьба, до 59 кг | Бронза |
| Панамериканський чемпіонат з боротьби серед юніорів 2015 | США    | жіноча боротьба, до 59 кг | Срібло |
| Чемпіонат світу з боротьби серед юніорів 2015            | США    | жіноча боротьба, до 59 кг | 8      |
| Чемпіонат світу з боротьби серед юніорів 2016            | США    | жіноча боротьба, до 59 кг | Бронза |
| Чемпіонат світу з боротьби серед молоді 2017             | США    | жіноча боротьба, до 60 кг | 5      |
| Чемпіонат світу з боротьби серед молоді 2018             | США    | жіноча боротьба, до 62 кг | 5      |
| Чемпіонат світу з боротьби серед молоді 2019             | США    | жіноча боротьба, до 62 кг | Срібло |